# Chavela Vargas
Pour les articles homonymes, voir Vargas et Chavela Vargas (film).
Chavela Vargas (María Isabel Anita Carmen de Jesús Vargas Lizano) est une chanteuse mexicaine d'origine costaricienne, née le 17 avril 1919 au Costa Rica dans le canton de Flores et morte le 5 août 2012 à Cuernavaca, au Mexique. Elle est considérée comme une figure de proue de la musique ranchera qu'elle a chanté avec force et émotion. Sa voix rugueuse et chaude à la fois a servi ses interprétations théâtrales, passionnées et pleines d'humanité, des standards du répertoire traditionnel mexicain.

## Biographie

### Jeunesse
« Ma vie commença dans un petit pays, en un petit village, et dans un petit monde (..) j’aime dire que mon village était si petit que seul une vache et moi rentrions dedans » écrit-elle. Sa mère Herminia, au foyer, venait d’une « bonne famille espagnole » et son père Francisco, policier, était costaricien « Et puisque je dois le dire presque partout, je le dirai : mes parents ne me voulaient pas. J’en ai souffert ».
Adolescente, Isabel Vargas Lizan quitte son pays natal pour le Mexique, s'éloignant de sa famille avec laquelle elle entretient des rapports difficiles. Elle exprime alors son rejet d'une société ultra-conservatrice qui l'empêche de développer son talent d'artiste. Elle commence à chanter dans les rues. 
Dans les années 1940, elle se lie d'amitié avec les peintres Diego Rivera et Frida Kahlo chez qui elle réside pendant quelque temps et devient l'amante de Frida Kahlo,. Âgée de 30 ans, elle est remarquée sur la grande avenue Insurgentes de Mexico par le compositeur et célèbre chanteur de rancheras José Alfredo Jiménez qui devient l'auteur de ses principaux succès. Grâce à son aide, elle se produit dans les cabarets de Mexico au milieu des années 1950 avant de s'engager sur la voie du succès à Acapulco, destination touristique internationale, où elle chante pour l'une des noces d'Elizabeth Taylor.

### Carrière internationale
Chavela Vargas connaît son heure de gloire durant les années 1960 et 1970, effectuant des tournées dans le monde entier. Elle devient une figure connue de la chanson ranchera à laquelle elle redonne ses lettres de noblesse, et dont elle est l'une des nombreuses interprètes féminines aux côtés de Lola Beltrán, Lucha Villa, Amalia Mendoza, Guadalupe Pineda, Lucero. Vêtue comme un homme, fumant et buvant comme un homme, portant un pistolet, « la dame au poncho rouge, cheveux d’argent et chair brune » comme la décrivait le chanteur espagnol Joaquín Sabina est caractérisée par son sarape rouge. Alcoolique, elle affirme avoir bu durant sa vie 45 000 litres de tequila qui lui permirent, l'alcool la conservant, d'atteindre l'âge vénérable de 93 ans. Lors d'un entretien télévisé en 2000, elle fait part de son homosexualité. « J’ai du me battre pour être moi-même et pour être respectée. Je suis fière d’assumer que je suis lesbienne. Je n’en parle pas trop, mais je ne nie pas. J’ai du affronter la société et l’Église, qui dit que les homosexuels sont condamnés. C’est absurde ! Comment peuvent-ils juger quelqu’un qui est né comme ça ? Je n’ai pas appris à être lesbienne, personne ne m’a appris à être comme je suis. Je suis née comme ça. Je n’ai jamais couché avec un homme. Jamais. Oui, je suis vierge et je n’ai pas honte. Mes Dieux m’ont faite comme ça ».

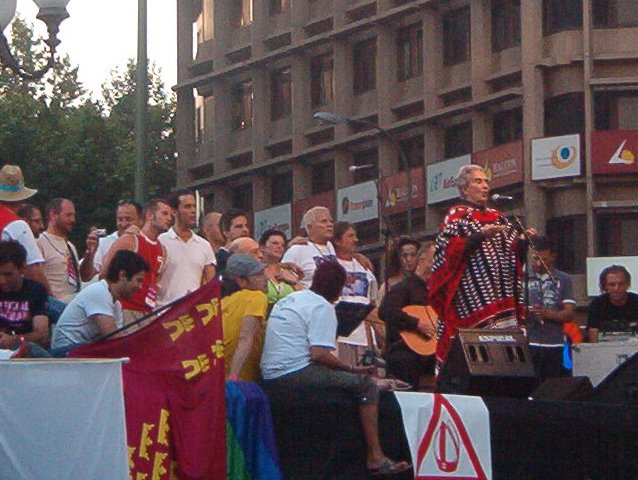
Concert de Chavela Vargas en 2006, à Madrid

La carrière de Chavela connaît sa période la plus féconde de l'enregistrement de son premier album (Noche de Bohemia) en 1961 jusqu'à la fin des années 1970. S'ensuit une période longue de quinze ans durant lesquels la chanteuse, en proie à une forte addiction à l'alcool, interrompt sa carrière musicale qu'elle ne reprend qu'en 1991. Elle émerge « d’une prison d’amour et d’un délire d’alcool » et brandit à nouveau le flambeau : « je suis sortie des enfers mais je l’ai fait en chantant », dit-elle. Encouragée par son ami, le réalisateur Pedro Almodóvar, qui la compare à Édith Piaf, Chavela se lance dans une tournée mondiale et se produit à l'Olympia de Paris et au Carnegie Hall de New York. Parmi ses interprétations les plus remarquables, se trouve celle de Tú me acostumbraste de Frank Domínguez dans le film Babel. Muse de Pedro Almodóvar dont elle est une amie personnelle, elle figure dans plusieurs de ses films, dont La Fleur de mon secret.
Elle reçoit le prix d'excellence musicale de l'Académie des Sciences latine et des arts de l'Enregistrement en 2007.

### Décès
À l'issue d'un ultime concert donné à Madrid le 10 juillet 2012 pour présenter son album (La Luna Grande) dédié au poète Federico García Lorca et son autobiographie (Dos vidas necesito), elle est hospitalisée dans la capitale espagnole à la suite d'importants troubles respiratoires. Elle est rapatriée au Mexique et admise en soins intensifs dans un hôpital de Cuernavaca le 30 juillet 2012 pour une broncho-pneumonie. Elle meurt le 5 août 2012, âgée de 93 ans.

## Discographie (incomplète)
Chavela Vargas fut l'interprète de nombreux compositeurs notamment Agustín Lara et José Alfredo Jiménez. Elle est réputée avoir enregistré 80 disques en cinquante ans de carrière.
- El corrido hablado, 1991
- Piensa en mí, 1991
- Boleros, 1991
- Bande originale de Kika avec Luz de luna, 1993
- Sentimiento de México (vol. 1), 1995
- De México y del mundo, 1995
- Le canta a México, 1995
- Bande originale de La Fleur de mon secret avec En el último trago, 1995
- La llorona, 1996
- Volver, volver, 1996
- Dos (album), 1996
- Grandes momentos, 1996
- Macorina, 1996
- Bande originale de En chair et en os avec Somos, 1997
- Chavela Vargas, 1997
- Colección de oro, 1999
- Con la rondalla del amor de Saltillo, 2000
- Para perder la cabeza, 2000
- Las 15 grandes de Chavela Vargas, 2000
- La dama del poncho rojo, 2001
- Bande originale de Frida avec Paloma negra et La llorona, 2002
- Grandes éxitos, 2002
- Para toda la vida, 2002
- Discografía básica, 2002
- Antología, 2004
- Somos, 2004
- Chavela Vargas, 2004
- En Carnegie Hall, 2004
- Bande originale de Babel avec Tú me acostumbraste, 2006
- Cupaima, 2007
- ¡Por mi culpa!, 2010
- Luna Grande, 2012

## Chansons connues
- La Llorona
- El andariego
- Macorina
- En el último trago
- Un mundo raro
- Piensa en mi
- Luz de luna
- Las Ciudades
- Las simples cosas
- La Sandunga
- El preso número 9»
- Paloma Negra
- No volveré
- Soledad
- María Tepozteca
- Noches de Ahuatepec
- Que te vaya bonito
- Arráncame la vida
- No soy de aquí, ni soy de allá
- Vámonos
- Sombras
- Sus ojos se cerraron
- Volver, volver
- Noches de boda

## Postérité
- Catherine Gund et Daresha Kyi lui ont consacré un documentaire, intitulé Chavela Vargas, sorti au cinéma en 2017[5].